# Milesia conspicienda
Milesia conspicienda är en tvåvingeart som beskrevs av Walker 1859. Milesia conspicienda ingår i släktet Milesia och familjen blomflugor. Inga underarter finns listade i Catalogue of Life.